# Bakr Sidqi
Bakr Sidqi (àrab: بكر صدقي, Bakr Ṣidqī) (Kirkuk, 1890 - Mossul, 12 d'agost de 1937) fou un general iraquià d'origen kurd que l'any 1936 va protagonitzar un cop d'estat contra la monarquia pro-britànica del rei Faisal d'Iraq. Arran d'aquest cop d'estat, es va instaurar un nou govern i l'exèrcit iraquià va passar a tenir el paper d'àrbitre polític.